# ورنر کوک
ورنر کوک (متولد ۱۷ ژانویه سال ۱۹۹۳ در نلسپرویت آفریقای جنوبی) یکی از بازیکنان راگبی ۱۵ نفره کشور آفریقای جنوبی است، وی در حال حاضر در تیم ۷ نفره آفریقای جنوبی و با وسترن پروینک در رقابت‌های جام کری داخلی بازی می‌کند.
وی یکی از اعضای تیم آفریقای جنوبی است که برنده مدال برنز راگبی ۷ نفره در بازی‌های المپیک تابستانی ۲۰۱۶ شد.

## زندگی حرفه‌ای

### جوانی
در سطح دبیرستان، کوک به نمایندگی پوماس رده زیر ۱۶ سال مسبقات گرنت خومو ویک سال ۲۰۰۹ و همچنین در رده زیر ۱۸ سال مسابقات کراون ویک سال ۲۰۱۱ در مقابل تیم بولند شرکت کرد موفق به زدن گل شد.
وی در سال ۲۰۱۲ به کیپ تاون منتقل شد، و در مسابقات وسترن پرویک زیر ۱۹ سال شرکت کرد. او یازده مسابقه برای آن‌ها حضور داشت. وی در طول فصل یک گل در آخرین بازی در برابر فری استیت به ثمر نشاند. و دومین گل خود را در بازی فینال مقابل بلو بولز به ثمر رساند و به تیمش کمک کرد تا با نتیجه ۲۲–۱۸ قهرمان شود.

### هفت نفره آفریقای جنوبی
در سال ۲۰۱۳ کوک به تیم هفت نفره آفریقای جنوبی پیوست. وی اولین بازی خود را در هفت نفره لندن ۲۰۱۳ انجام داد. وی در جام جهانی راگبی ۲۰۱۳ بازی نکرد؛ ولی در بازی‌های جهانی در کالی، کلمبیا شرکت کرد و آفریقای جنوبی بعد از ضرب و شتم در بازی فینال مقابل آرژانتین برنده بازی‌ها شد.
وی در بازی‌های جهانی سال ۲۰۱۳–۱۴ خود را به عنوان یک بازیکن ثابت در ترکیب آفریقای جنوبی اثبات کرد، و توانست با این تیم در رقابت‌های ۲۰۱۳ آفریقای جنوبی و ۲۰۱۴ ایالات متحده آمریکا قهرمان شود.
وی همچنین در سال ۲۰۱۴ توانست در بازی‌های مشترک‌المنافع در گلاسکو، بعد از رسیدن به فینال با نتیجه ۱۷–۱۲ بر تیم نیوزلند که برنده چهار دوره قبل شده بودند پیروز شوند
کوک به عنوان بازیکن راگبی هفت نفره سال به دلیل قابلیتهایش در بازی‌های هفت نفره جهانی معرفی شد، وی همچنین در تکل زدن پیشروی این دوره از مسابقات شد.

### بازی‌های المپیک ۲۰۱۶
کوک در تیم ۱۲ نفره مردان به المپیک ۲۰۱۶ در ریو رسید. وی در اولین بازی تیم خود مقابل اسپانیا به عنوان بازیکن تعویضی بازی کرد که نتیجه آن ۲۴–۰ به نفع آفریقای جنوبی تمام شد.